# Гутчинсон, Томас Иосиф
Томас Иосиф Гутчинсон (Thomas Joseph Hutchinson) — английский путешественник. 
Родился в 1820 году, сопровождал в качестве врача экспедицию на Нигер (1854-1855), был английским консулом в Африке (Биафра и Биоко) и Южной Америке (Росарио и Кальяо).

## Публикации
- «Narrative of the Niger Tshadda Binuë Exploration» (1855);
- «Impressions of Western Africa» (1858);
- «Теn years' wanderings among the Ethiopians» (1861);
- «Buenos Ayres and Argentine gleanings» (1865);
- «The Paraná» (1868);
- «Up the rivers and through some territories of the Rio de la Plata districts» (1868);
- «Two years in Peru» (1874) и др.